# Nalwanga Corona
Nalwanga Corona est une corona, formation géologique en forme de couronne, située sur la planète Vénus par 48,7° N et 247° E. Elle est localisée dans le quadrangle de Kawelu Planitia. Elle a été nommée en référence à Nalwanga, déesse Ganda (Ouganda) de la naissance. 

## Géographie et géologie
Nalwanga Corona couvre une surface circulaire d'environ 380 km de diamètre. 